# 1C Company
1C Company är ett ryskt företag som arbetar med utveckling och utgivning av datorspel. Företaget, som är ett av Rysslands största inom branschen, har sitt huvudkontor i Moskva, Ryssland. År 1991 grundades företaget av Boris Nuraliev i Moskva med målet att erbjuda mjukvarulösningar åt företagare. Några av deras mest kända spelserier är IL-2 Sturmovik, Men of War och Red Orchestra. 

## Spel

### Utvecklade spel
| Titel                                                   | År   | Plattform(ar)                        | Genre              |
| ------------------------------------------------------- | ---- | ------------------------------------ | ------------------ |
| Battle of Britain 1C Version                            | 1999 | Windows                              | WWII Flygsimulator |
| Legend of the North: Konung                             | 2001 | Windows                              | RPG                |
| IL-2 Sturmovik                                          | 2001 | Windows                              | WWII Flygsimulator |
| IL-2 Sturmovik: Forgotten Battles -- WWII 1941-1944     | 2003 | Windows                              | WWII Flygsimulator |
| IL-2 Sturmovik: Forgotten Battles -- Ace Expansion Pack | 2004 | Windows                              | WWII Flygsimulator |
| IL-2 Sturmovik: Forgotten Battles Gold                  | 2004 | Windows                              | WWII Flygsimulator |
| Pacific Fighters                                        | 2004 | Windows                              | WWII Flygsimulator |
| Combat Over Europe                                      | 2004 | Windows                              | WWII Flygsimulator |
| Konung 2: Blood of the Titans                           | 2004 | Windows                              | RPG                |
| Silent Heroes                                           | 2006 | Windows                              | Realtidsstrategi   |
| Theatre of War: Battle for Moscow                       | 2007 | Windows                              | Realtidsstrategi   |
| 4x4 Hummer                                              | 2009 | Windows                              | Racing             |
| IL-2: Sturmovik: Birds of Prey                          | 2009 | Xbox 360, Playstation 3, Nintendo DS | WWII Flygsimulator |
| Elven Legacy: Ranger                                    | 2009 | Windows                              | Online RPG         |
| Elven Legacy: Siege                                     | 2009 | Windows                              | Online RPG         |
| Elven Legacy: Magic                                     | 2009 | Windows                              | Online RPG         |
| Majesty 2: Kingmaker                                    | 2010 | Windows                              | Realtidsstrategi   |
| Majesty 2: Battles of Ardania                           | 2010 | Windows                              | Realtidsstrategi   |
| Majesty 2: Monster Kingdom                              | 2011 | Windows                              | Realtidsstrategi   |
| Majesty 2 Collection                                    | 2011 | Windows                              | Realtidsstrategi   |
| IL-2 Sturmovik: Cliffs of Dover                         | 2011 | Windows                              | WWII Flygsimulator |
| Men Of War: Vietnam                                     | 2011 | Windows                              | Realtidsstrategi   |
| IL-2 Sturmovik: Battle of Stalingrad                    | 2014 | Windows                              | WWII Flygsimulator |

### Utgivna spel
Utöver de spel företaget själva har utvecklat finns det ännu fler spel som de har givit ut. Det inkluderar deras egna spel samt spel som har utvecklats av andra utvecklare. 

### Fotnoter
1. 1 2  Om 1C Company Arkiverad 21 februari 2018 hämtat från the Wayback Machine. 1c-dn.com